# Schizotheca tuberigera
Schizotheca tuberigera is een mosdiertjessoort uit de familie van de Phidoloporidae. De wetenschappelijke naam van de soort is voor het eerst geldig gepubliceerd in 1903 door Jullien in Jullien & Calvet.